# Hidroelektrana Jajce
Hidroelektrana Jajce är ett vattenkraftverk i Bosnien och Hercegovina.   Det ligger i entiteten Federationen Bosnien och Hercegovina, i den centrala delen av landet, 100 km nordväst om huvudstaden Sarajevo. Hidroelektrana Jajce ligger 355 meter över havet.
Terrängen runt Hidroelektrana Jajce är huvudsakligen kuperad, men österut är den bergig. Hidroelektrana Jajce ligger nere i en dal. Närmaste större samhälle är Divičani, 3,7 km öster om Hidroelektrana Jajce. 
Omgivningarna runt Hidroelektrana Jajce är en mosaik av jordbruksmark och naturlig växtlighet. Runt Hidroelektrana Jajce är det ganska tätbefolkat, med 93 invånare per kvadratkilometer.